# Arthur Lindfors
Arthur Lindfors, né le 17 mars 1893 à Porvoo et mort le 21 septembre 1977 dans la même ville, est un lutteur finlandais, spécialiste de lutte gréco-romaine.

## Palmarès
- Jeux olympiques de 1920 à Anvers (Belgique)
  -  Médaille d'argent dans la catégorie poids moyens.
- Jeux olympiques de 1924 à Paris (France)
  -  Médaille d'argent dans la catégorie poids moyens.